# Шатна Катерина Володимирівна
Катерина Володимирівна Шатна (англ. Yekaterina Shatnaya, рос. Екатерина Владимировна Шатная; 21 лютого 1979, Алма-Ата, Казахська РСР, СРСР) — казахська тріатлоністка. Учасниця літніх Олімпійських ігор в Афінах. Майстер спорту міжнародного класу Республіки Казахстан.

## Біографічні відомості
В спортивній школі займалася плаванням. В інституті навчалася на кафедрі плавання. З сімнадцяти років почали відвідувати секції легкої атлетики, бігала на довгі дистанції і марафони. Стала чемпіонкою країни. Брала участь у двох чемпіонатах світу на половинці марафону: 2001 року в англійському Брістолі посів 68 місце, а через рік у Брюсселі — 60 місце. 2012 року показала 20-й результат серед жінок на Амстердамському марафоні (загальне 884 місце з результатом 3:12:47). Чотири рази була призеркою Алматинського марафону (2013—2016).
В тріатлон прийшла в 2000 році по рекомендації чемпіона світу Дмитра Гаага. Через два роки почала виступати на міжнародній арені: на чемпіонаті Азії в Китаї посіла 9-те місце, на етапі Кубка Європи в турецькій Аланії — 6-те. Протягом 2003—2004 років п'ять разів входила до тридцятки сильніших на етапах Кубка світу, стала переможницею Панамериканського кубка в Колумбії. В рейтингу найкращих тріатлоністок світу вийшла на 47-му позицію і отримала олімпійську ліцензію. Турнір на літніх Олімпійських іграх в Афінах завершила на 41-му місці з результатом 2:19:26,75. У внітрішніх змаганнях тривалий час займає лідируючу позицію. Зокрема, стала переможницею відкритого чемпіонату Казахстана 2016 року в спринті. У чоловіків кращим у цій першості був українець Сергій Курочкін.
На змаганні «Ironman» у Китаї кваліфікувалася на чемпіонат світу в Кайлуа-Коні. Найскладнішу трасу для «Залізних людей» подолала в жовтні 2018 року за 11:59:01 (64 місце у своїй віковій категорії). На цьому турнірі з Казахстану також виступали олімпійський чемпіон Олександр Винокуров і Нагіма Керимбаєва. У жовтні 2019 року стала чемпіонкою «Ironman Barcelona 2019». Трасу в Іспанії подолала за 9 год. 42 хв. Кращі результатисеред казахських «залізних людей» мають лише двоє чоловіків: Олександр Виноградов і Павло Артюшенко.

## Статистика
Статистика виступів на чемпіонатах світу з бігу:
| Дата       | Назва турніру   | Місто    | Місце | Час     | Примітки                                |
| ---------- | --------------- | -------- | ----- | ------- | --------------------------------------- |
| 07.10.2001 | Чемпіонат світу | Брістоль | 68    | 1:23:48 | напівмарафон (20 км)                    |
| 05.05.2002 | Чемпіонат світу | Брюссель | 60    | 1:18:59 | напівмарафон (20 км)                    |
| 29.03.2003 | Чемпіонат світу | Лозанна  | 59    | 0:31:58 | біг по пересіченій місцевості (7,92 км) |

Статистика виступів на головних турнірах світового тріатлону:
| Дата       | Назва турніру    | Місто       | Місце | Час      | Примітки |
| ---------- | ---------------- | ----------- | ----- | -------- | -------- |
| 2003       | Кубок світу      | Тхоньєн     | 27    | 02:04:24 |          |
|            | Кубок світу      | Гамагорі    | 24    | 02:03:13 |          |
|            | Кубок світу      | Ніцца       | DNF   | —        |          |
| 2004       | Кубок світу      | Ісігакі     | 20    | 02:04:24 |          |
|            | Кубок світу      | Масатлан    | 14    | 02:03:32 |          |
|            | Чемпіонат світу  | Фуншал      | 53    | 02:03:08 |          |
|            | Кубок світу      | Тисауйварош | 22    | 02:00:05 |          |
| 25.08.2004 | Олімпійські ігри | Афіни       | 41    | 02:19:26 | [ 10 ]   |
| 2006       | Кубок світу      | Пекін       | 55    | 02:20:07 |          |
| 2007       | Кубок світу      | Солфорд     | DNF   | —        |          |
|            | Чемпіонат світу  | Гамбург     | 58    | 02:05:16 |          |
|            | Кубок світу      | Пекін       | 56    | 02:09:41 |          |
|            | Кубок світу      | Родос       | DNF   | —        |          |
| 2008       | Кубок світу      | Де-Мойн     | 28    |          |          |

Кращі виступи на континентальних змаганнях:
| Дата | Назва турніру            | Місто      | Місце | Час      | Примітки           |
| ---- | ------------------------ | ---------- | ----- | -------- | ------------------ |
| 2002 | Чемпіонат Азії           | Сюйчжоу    | 9     | 2:15:19  |                    |
| 2003 | Кубок Азії               | Субік      | 3     | 02:12:44 |                    |
|      | Кубок Азії               | Бурабай    | 3     | 02:10:19 |                    |
| 2004 | Чемпіонат Азії           | Субік      | 6     | 02:10:40 |                    |
|      | Кубок Азії               | Бурабай    | 3     | 02:06:29 |                    |
| 2006 | Кубок Азії               | Бурабай    | 1     | 02:16:01 |                    |
|      | Чемпіонат Азії           | Цзяюйгуань | 11    | 02:11:11 |                    |
| 2007 | Кубок Азії               | Бурабай    | 1     | 02:08:00 |                    |
| 2008 | Чемпіонат Азії (дуатлон) | Таїланд    | 3     | 02:17:51 |                    |
|      | Кубок Азії               | Бурабай    | 2     | 02:15:19 | 1м: Ю. Єлістратова |
| 2010 | Кубок Азії               | Кокшетау   | 1     | 02:13:46 |                    |
| 2012 | Кубок Азії               | Бурабай    | 3     | 02:19:02 |                    |
|      | Кубок Азії               | Кокшетау   | 2     | 01:57:57 |                    |

Статистика виступів на змаганнях «Ironman» (плавання — 3,8 км, велосипед — 180 км, біг — 42,195 км):
| Дата | Назва турніру                | Місто       | Місце | Час      | Примітки           |
| ---- | ---------------------------- | ----------- | ----- | -------- | ------------------ |
| 2018 | «Ironman World Championship» | Кайлуа-Кона | 64    | 11:59:01 | вікова група 35-39 |
| 2019 | «Ironman Barcelona»          | Барселона   | 1     | 9:42:25  | вікова група 40-45 |